# Звёзды Хербига (Ae/Be)
Звёзды Хербига (Ae/Be) — молодые (возраст до 10 млн лет), ещё не вышедшие на главную последовательность звёзды спектрального класса A или B. Они имеют массу, превышающую солнечную от 2 до 8 раз. Наблюдаются в регионах звёздообразования, окружены газопылевыми облаками и имеют температуру поверхности от 3500 до 6000 K. Спектры этих звёзд отличаются сильными эмиссионными линиями. В оптическом диапазоне они, в основном, состоят из линий бальмеровской серии водорода и ионизованного кальция. Звёзды данного типа также выделяются по избыточному инфракрасному излучению, которое исходит от окружающего их газопылевого облака. Термоядерная реакция синтеза гелия из водорода в ядре звезды у них ещё не наступила, и они разогреваются за счёт гравитационного сжатия. На диаграмме Герцшпрунга — Рассела они находятся в правой части главной последовательности. Они названы в честь американского астронома Джорджа Хербига, который первым выделил подобные звёзды в отдельный класс в 1960 году и предложил для них следующие критерии:
- Спектральный класс — более ранний, чем F0 (чтобы отличить их от звёзд типа Т Тельца)
- Линии бальмеровской серии в спектре звезды
- Протозвезда находится в тёмной туманности
- Звезда подсвечивает отражательную туманность (чтобы подчеркнуть связь между звездой и местом звездообразования)

В настоящее время, когда стали известны изолированные звёзды Хербига (т.е. не связанные ни с какими туманностями), наиболее распространены следующие критерии:
- Спектральный класс — более ранний чем F0
- Линии бальмеровской серии в спектре звезды
- Избыток инфракрасного излучения (по сравнению с обычными звёздами) из-за существования протопланетного диска

Иногда звёзды Хербига показывают лёгкую переменность. Считается, что это происходит, когда протопланеты и планетезимали перекрывают свет звезды.
Аналогами звёзд Хербига с массами меньше двух солнечных являются звёзды типа T Тельца. Звезды больших масс (>8 солнечных), не могут быть наблюдаемы (по крайней мере, в оптическом диапазоне), так как эволюционируют очень быстро и когда они становятся видимыми, то есть когда они уничтожат околозвёздный диск, они уже находятся на главной последовательности.